# کاش‌یازی (گرگر)
کاش‌یازی (به ترکی استانبولی: Kaşyazı) (به کردی: Lagin) یک منطقهٔ مسکونی کردنشین در ترکیه است که در گرگر، آدیامان واقع شده‌است.